# Діно Баджо
Діно Баджо (італ. Dino Baggio, * 24 липня 1971, Кампозамп'єро) — колишній італійський футболіст, півзахисник.
Насамперед відомий виступами за клуб «Парма», а також національну збірну Італії.
Володар Кубка Італії. Володар Суперкубка Італії з футболу. Володар Кубка Мітропи. Триразовий володар Кубка УЄФА.

## Клубна кар'єра
Вихованець футбольної школи клубу «Торіно». Дорослу футбольну кар'єру розпочав 1990 року в основній команді того ж клубу, в якій провів один сезон, взявши участь у 25 матчах чемпіонату.  За цей час виборов титул володаря Кубка Мітропи.
Згодом з 1991 по 1994 рік грав у складі команд клубів «Інтернаціонале» та «Ювентус». Протягом цих років додав до переліку своїх трофеїв титул володаря Кубка УЄФА.
Своєю грою за останню команду привернув увагу представників тренерського штабу клубу «Парма», до складу якого приєднався 1994 року. Відіграв за пармську команду наступні шість сезонів своєї ігрової кар'єри. Більшість часу, проведеного у складі «Парми», був основним гравцем команди. За цей час додав до переліку своїх трофеїв титул володаря Кубка Італії, ставав володарем Суперкубка Італії з футболу, володарем Кубка УЄФА (ще двічі).
Протягом 2000—2006 років захищав кольори «Лаціо», англійського «Блекберн Роверз», «Анкони» та «Трієстини».

## Виступи за збірні
Протягом 1990–1992 років  залучався до складу молодіжної збірної Італії. На молодіжному рівні зіграв у 18 офіційних матчах, забив 1 гол.
1992 року  захищав кольори олімпійської збірної Італії. У складі цієї команди провів 5 матчів. У складі збірної був учасником  футбольного турніру на Олімпійських іграх 1992 року у Барселоні.
1991 року дебютував в офіційних матчах у складі національної збірної Італії. Протягом кар'єри у національній команді, яка тривала 9 років, провів у формі головної команди країни 60 матчів, забивши 7 голів. У складі збірної був учасником чемпіонату світу 1994 року у США, де разом з командою здобув «срібло», чемпіонату Європи 1996 року в Англії, чемпіонату світу 1998 року у Франції.
| Дата       | Місто        | Господарі            | Результат             | Гості             | Турнір                | Голи | Примітки   |
| ---------- | ------------ | -------------------- | --------------------- | ----------------- | --------------------- | ---- | ---------- |
| 21/12/1991 | Фоджа        | Італія               | 2 – 0                 | Кіпр              | Відбір до ЧЄ 1992     | -    |            |
| 09/09/1992 | Ейндговен    | Нідерланди           | 2 – 3                 | Італія            | товариський матч      | -    |            |
| 20/01/1993 | Флоренція    | Італія               | 2 – 0                 | Мексика           | товариський матч      | -    |            |
| 24/02/1993 | Порту        | Португалія           | 1 – 3                 | Італія            | Відбір до ЧС 1994     | 1    |            |
| 24/03/1993 | Палермо      | Італія               | 6 – 1                 | Мальта            | Відбір до ЧС 1994     | 1    |            |
| 14/04/1993 | Трієст       | Італія               | 2 – 0                 | Естонія           | Відбір до ЧС 1994     | -    |            |
| 01/05/1993 | Берн         | Швейцарія            | 1 – 0                 | Італія            | Відбір до ЧС 1994     | -    |            |
| 13/10/1993 | Рим          | Італія               | 3 – 1                 | Шотландія         | Відбір до ЧС 1994     | -    |            |
| 17/11/1993 | Мілан        | Італія               | 1 – 0                 | Португалія        | Відбір до ЧС 1994     | 1    |            |
| 23/03/1994 | Штутгарт     | Німеччина            | 2 – 1                 | Італія            | товариський матч      | 1    |            |
| 27/05/1994 | Парма        | Італія               | 2 – 0                 | Фінляндія         | товариський матч      | -    |            |
| 03/06/1994 | Рим          | Італія               | 1 – 0                 | Швейцарія         | товариський матч      | -    |            |
| 11/06/1994 | Нью-Гейвен   | Італія               | 1 – 0                 | Коста-Рика        | товариський матч      | -    |            |
| 18/06/1994 | Нью-Йорк     | Італія               | 0 – 1                 | Ірландія          | ЧС 1994 - 1-й етап    | -    |            |
| 23/06/1994 | Нью-Йорк     | Італія               | 1 – 0                 | Норвегія          | ЧС 1994 - 1-й етап    | 1    |            |
| 28/06/1994 | Вашингтон    | Італія               | 1 – 1                 | Мексика           | ЧС 1994 - 1-й етап    | -    |            |
| 05/07/1994 | Бостон       | Нігерія              | 1 – 2 д.ч.            | Італія            | ЧС 1994 - 1/8 фіналу  | -    |            |
| 09/07/1994 | Бостон       | Італія               | 2 – 1                 | Іспанія           | ЧС 1994 - чвертьфінал | 1    |            |
| 13/07/1994 | Нью-Йорк     | Італія               | 2 – 1                 | Болгарія          | ЧС 1994 - півфінал    | -    |            |
| 17/07/1994 | Лос-Анджелес | Бразилія             | 0 – 0 д.ч. (3-2 п.п.) | Італія            | ЧС 1994 - Фінал       | -    | 2-ге місце |
| 07/09/1994 | Марибор      | Словенія             | 1 – 1                 | Італія            | Відбір до ЧЄ 1996     | -    |            |
| 08/10/1994 | Таллінн      | Естонія              | 0 – 2                 | Італія            | Відбір до ЧЄ 1996     | -    |            |
| 16/11/1994 | Палермо      | Італія               | 1 – 2                 | Хорватія          | Відбір до ЧЄ 1996     | 1    |            |
| 21/12/1994 | Пескара      | Італія               | 3 – 1                 | Туреччина         | товариський матч      | -    |            |
| 25/03/1995 | Салерно      | Італія               | 4 – 1                 | Естонія           | Відбір до ЧЄ 1996     | -    |            |
| 26/04/1995 | Вільнюс      | Литва                | 0 – 1                 | Італія            | Відбір до ЧЄ 1996     | -    |            |
| 19/06/1995 | Лозанна      | Швейцарія            | 0 – 1                 | Італія            | товариський турнір    | -    |            |
| 06/09/1995 | Удіне        | Італія               | 1 – 0                 | Словенія          | Відбір до ЧЄ 1996     | -    |            |
| 11/11/1995 | Барі         | Італія               | 3 – 1                 | Україна           | Відбір до ЧЄ 1996     | -    |            |
| 29/05/1996 | Кремона      | Італія               | 2 – 2                 | Бельгія           | товариський матч      | -    |            |
| 14/06/1996 | Ліверпуль    | Чехія                | 2 – 1                 | Італія            | ЧЄ 1996 - 1-й етап    | -    |            |
| 09/10/1996 | Перуджа      | Італія               | 1 – 0                 | Грузія            | Відбір до ЧС 1998     | -    |            |
| 06/11/1996 | Сараєво      | Боснія і Герцеговина | 2 – 1                 | Італія            | товариський матч      | -    |            |
| 22/01/1997 | Палермо      | Італія               | 2 – 0                 | Північна Ірландія | товариський матч      | -    |            |
| 12/02/1997 | Лондон       | Англія               | 0 – 1                 | Італія            | Відбір до ЧС 1998     | -    |            |
| 29/03/1997 | Трієст       | Італія               | 3 – 0                 | Молдова           | Відбір до ЧС 1998     | -    |            |
| 02/04/1997 | Хожув        | Польща               | 0 – 0                 | Італія            | Відбір до ЧС 1998     | -    |            |
| 30/04/1997 | Неаполь      | Італія               | 3 – 0                 | Польща            | Відбір до ЧС 1998     | -    |            |
| 04/06/1997 | Нант         | Італія               | 0 – 2                 | Англія            | товариський турнір    | -    |            |
| 08/06/1997 | Ліон         | Італія               | 3 – 3                 | Бразилія          | товариський турнір    | -    |            |
| 10/09/1997 | Тбілісі      | Грузія               | 0 – 0                 | Італія            | Відбір до ЧС 1998     | -    |            |
| 11/10/1997 | Рим          | Італія               | 0 – 0                 | Англія            | Відбір до ЧС 1998     | -    |            |
| 29/10/1997 | Москва       | Росія                | 1 – 1                 | Італія            | Відбір до ЧС 1998     | -    |            |
| 15/11/1997 | Неаполь      | Італія               | 1 – 0                 | Росія             | Відбір до ЧС 1998     | -    |            |
| 28/01/1998 | Катанія      | Італія               | 3 – 0                 | Словаччина        | товариський матч      | -    |            |
| 22/04/1998 | Парма        | Італія               | 3 – 1                 | Парагвай          | товариський матч      | -    |            |
| 11/06/1998 | Бордо        | Італія               | 2 – 2                 | Чилі              | ЧС 1998 - 1-й етап    | -    |            |
| 17/06/1998 | Монпельє     | Італія               | 3 – 0                 | Камерун           | ЧС 1998 - 1-й етап    | -    |            |
| 23/06/1998 | Сен-Дені     | Італія               | 2 – 1                 | Австрія           | ЧС 1998 - 1-й етап    | -    |            |
| 27/06/1998 | Марсель      | Італія               | 1 – 0                 | Норвегія          | ЧС 1998 - 1/8 фіналу  | -    |            |
| 03/07/1998 | Париж        | Італія               | 0 – 0 д.ч. (3-4 п.п.) | Франція           | ЧС 1998 - чвертьфінал | -    |            |
| 05/09/1998 | Ліверпуль    | Уельс                | 0 – 2                 | Італія            | Відбір до ЧЄ 2000     | -    |            |
| 10/10/1998 | Удіне        | Італія               | 2 – 0                 | Швейцарія         | Відбір до ЧЄ 2000     | -    |            |
| 18/11/1998 | Салерно      | Італія               | 2 – 2                 | Іспанія           | товариський матч      | -    |            |
| 16/12/1998 | Рим          | Італія               | 6 – 2                 | Зірки світу       | товариський матч      | -    |            |
| 10/02/1999 | Піза         | Італія               | 0 – 0                 | Норвегія          | товариський матч      | -    |            |
| 27/03/1999 | Копенгаген   | Данія                | 1 – 2                 | Італія            | Відбір до ЧЄ 2000     | -    |            |
| 31/03/1999 | Анкона       | Італія               | 1 – 1                 | Білорусь          | Відбір до ЧЄ 2000     | -    |            |
| 08/09/1999 | Неаполь      | Італія               | 2 – 3                 | Данія             | Відбір до ЧЄ 2000     | -    |            |
| 13/11/1999 | Лечче        | Італія               | 1 – 3                 | Бельгія           | товариський матч      | -    |            |
| Усього     |              | Матчів (26 місце)    | 60                    |                   | Голів                 | 7    |            |

## Титули і досягнення
- Володар Кубка Італії (1):

«Парма»:  1998–99
- Володар Суперкубка Італії з футболу (1):

«Парма»:  1999
- Володар Кубка Мітропи (1):

«Торіно»:  1991
- Володар Кубка УЄФА (3):

«Ювентус»:  1992-93
«Парма»:  1994-95, 1998-99
- Чемпіон Європи (U-21): 1992
- Віце-чемпіон світу: 1994